# شبدوعيات
الشُبدوعيات أو الطلتروسينات (الاسم العلمي: Talitroidea) هي فوق فصيلة من المفصليات تتبع رتيبة الغماراويات من رتبة المزدوجات الأرجل.

## فصائل
- طلتروسية

## أجناس
- الطلتروس